# Хан, Масуд
Масуд Хан (англ. Masood Khan; род. 15 февраля 1951, Равалакот, Британская Индия) — дипломатический деятель Пакистана. В настоящее время занимает должность президента Азад-Кашмира. В 1980 году поступил на дипломатическую службу Пакистана, где работал на различных дипломатических должностях. С августа 2003 по март 2005 года работал пресс-секретарем министерства иностранных дел, послом Пакистана и постоянным представителем при Организации Объединённых Наций и международных организациях в Женеве с 2005 по 2008 год. Работал послом Пакистана в Китае с сентября 2008 по сентябрь 2012 года, а с 11 октября 2012 по 7 февраля 2015 года был постоянным представителем Пакистана при Организации Объединённых Наций в Нью-Йорке. Также работал председателем Генеральной ассамблеи ООН, когда был там постоянным представителем Пакистана. С февраля 2015 года по 4 августа 2016 года занимал должность генерального директора Института стратегических исследований в Исламабаде. 

## Биография
Родился в Равалакоте, округ Пунч в Азад-Кашмире, во влиятельной семье Судхан пуштунского племени Попалзай. Когда ему было за двадцать, он работал телеведущим на английском языке.
Имеет степень магистра по английскому языку и поступил на дипломатическую службу Пакистана в 1980 году. Занимал следующие дипломатические должности: третий секретарь в Пекине (1984–1986), второй секретарь и первый секретарь в Гааге (1986–1989), советник в ООН в Нью-Йорке (1993–1997) и политический советник в Вашингтоне (1997–2002).
В министерстве иностранных дел Пакистана занимал следующие должности: сотрудник отделов по Европе, Ирану и странам Южной Азии (1980–1982), директор Организации экономического сотрудничества, курировал отдел по координации деятельности граждан Пакистана за рубежом и международных конференций (1990–1991), директор канцелярии Генерального секретаря ООН (1991–1992), генеральный директор по Восточной Азии и Тихоокеанскому региону (2002–2003), генеральный директор МИД в Организации Объединённых Наций и Организации исламского сотрудничества (2003–2004 годы) и представитель министерства иностранных дел Пакистана (2003–2005). В 2005 году ушел в отставку с дипломатической службы.
В марте 2005 года Масуд Хан был назначен постоянным представителем Пакистана в Отделении Организации Объединённых Наций в Женеве. Там он стал председателем многих форумов, включая: Международная организация по миграции, Группа 77, Международная организация труда, конференция по разоружению и Организация исламского сотрудничества в Женеве. В сентябре 2008 года был назначен послом Пакистана в Китайской Народной Республике, заменив Салмана Башира, который был переведён в министерство иностранных дел. В октябре 2012 года был назначен постоянным представителем Пакистана при Организации Объединённых Наций в Нью-Йорке.

## Примечание
1. ↑  Naqash, Tariq. PML-N's Masood Khan elected AJK president. Dawn (newspaper) (16 августа 2016). Дата обращения: 13 ноября 2018. Архивировано 19 октября 2021 года.
2. 1 2  Masood Khan Pakistan envoy to China Архивная копия от 30 марта 2019 на Wayback Machine The Nation (newspaper), Published 13 September 2008, Retrieved 13 November 2018
3. ↑  https://www.theregister.co.uk/2005/11/14/masood_khan_wsis/ Архивная копия от 30 марта 2019 на Wayback Machine "Meet the man who will save the internet"] The Register, 14 November 2005, Retrieved 13 November 2018
4. 1 2 3  PM picks ex-diplomat for AJK president slot. The Express Tribune (newspaper) (4 августа 2016). Дата обращения: 13 ноября 2018. Архивировано 11 июля 2020 года.
5. 1 2  Masood Khan elected as President of AJK Архивная копия от 22 апреля 2019 на Wayback Machine The Nation (newspaper), Published 16 August 2016, Retrieved 13 November 2018